# Homoporus arestor
Homoporus arestor är en stekelart som först beskrevs av Walker 1848.  Homoporus arestor ingår i släktet Homoporus och familjen puppglanssteklar. Arten är reproducerande i Sverige. Inga underarter finns listade i Catalogue of Life.